# Faxe község
Faxe község (dánul: Faxe Kommune) Dánia 98 községének (kommune, helyi önkormányzattal rendelkező közigazgatási egység) egyike. Faxe község Stevns, Køge, Ringsted és Næstved községekkel határos. Lakosainak száma 35 614 fő (2016).